# Zwingenberg
Zwingenberg (pronunciación en alemán: /ˈt͡svɪŋənˌbɛʁk/ⓘ) es un municipio situado en el distrito de Bergstraße, en el estado federado de Hesse (Alemania). Su población estimada a finales de 2016 era de 7031 habitantes.
Se encuentra ubicado al sur del estado, a poca distancia de la frontera con los estados de Baden-Wurtemberg y Renania Palatinado.